# Полоне
Полоне (укр. Полонне) град је Украјини у Хмељничкој области. Према процени из 2012. у граду је живело 21.885 становника.

## Становништво
Према процени, у граду је 2012. живело 21.885 становника.
| 1979.  | 1989.  | 2001.  | 2012.  |
| ------ | ------ | ------ | ------ |
| 23.392 | 24.402 | 23.211 | 21.885 |